# ساتاکونتا
ساتاکونتا (سوئدی: Satakunda, لاتین: Finnia Septentrionalis or Satagundia) یکی از منطقه‌های فنلاند است که هم‌مرز با منطقه‌های فنلاند اصلی، پیرکانما، اوستروبوتنیای جنوبی و اوستروبوتنیا است. پوری شهر اصلی این منطقه می‌باشد.

## نگارخانه

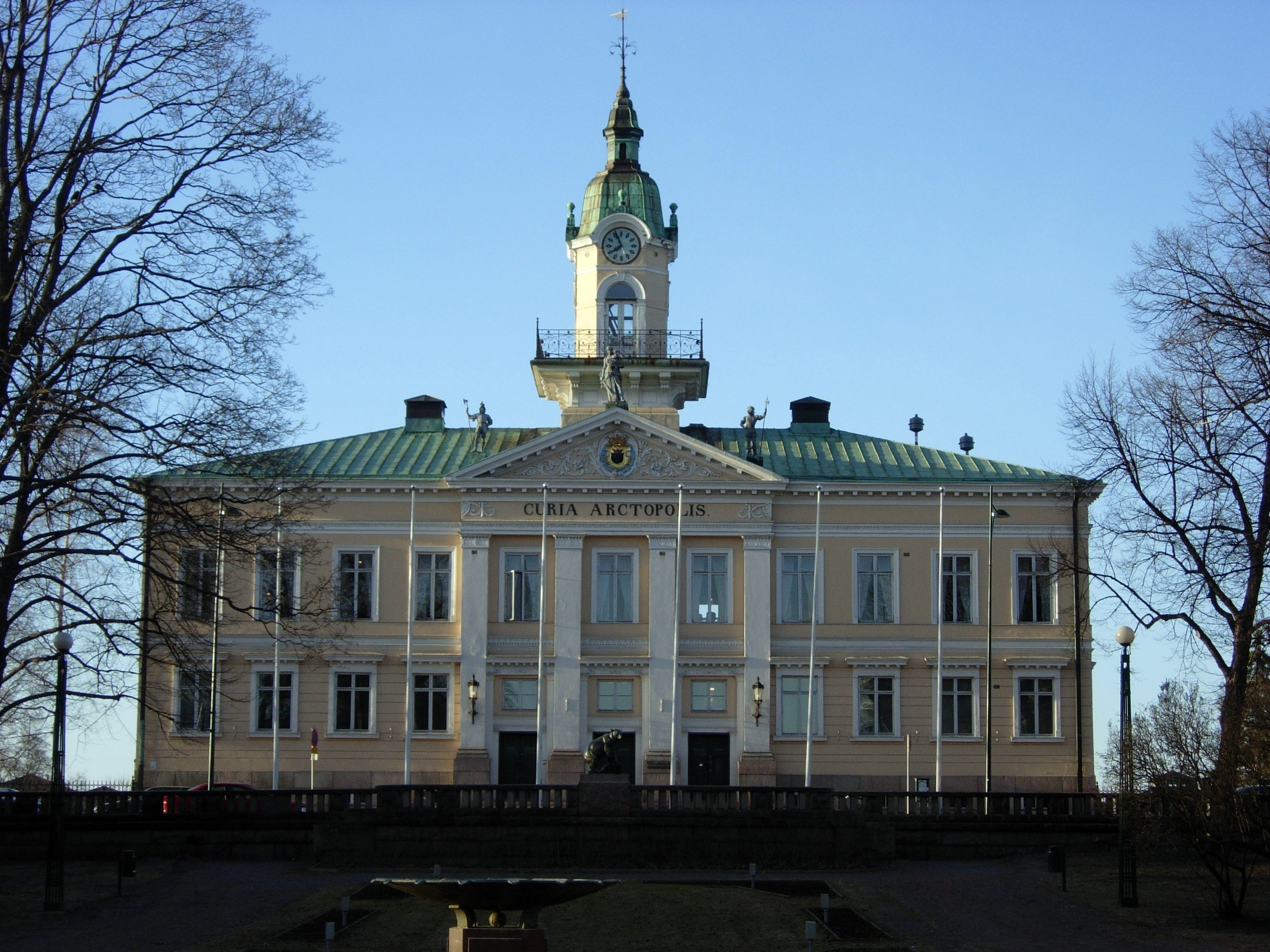
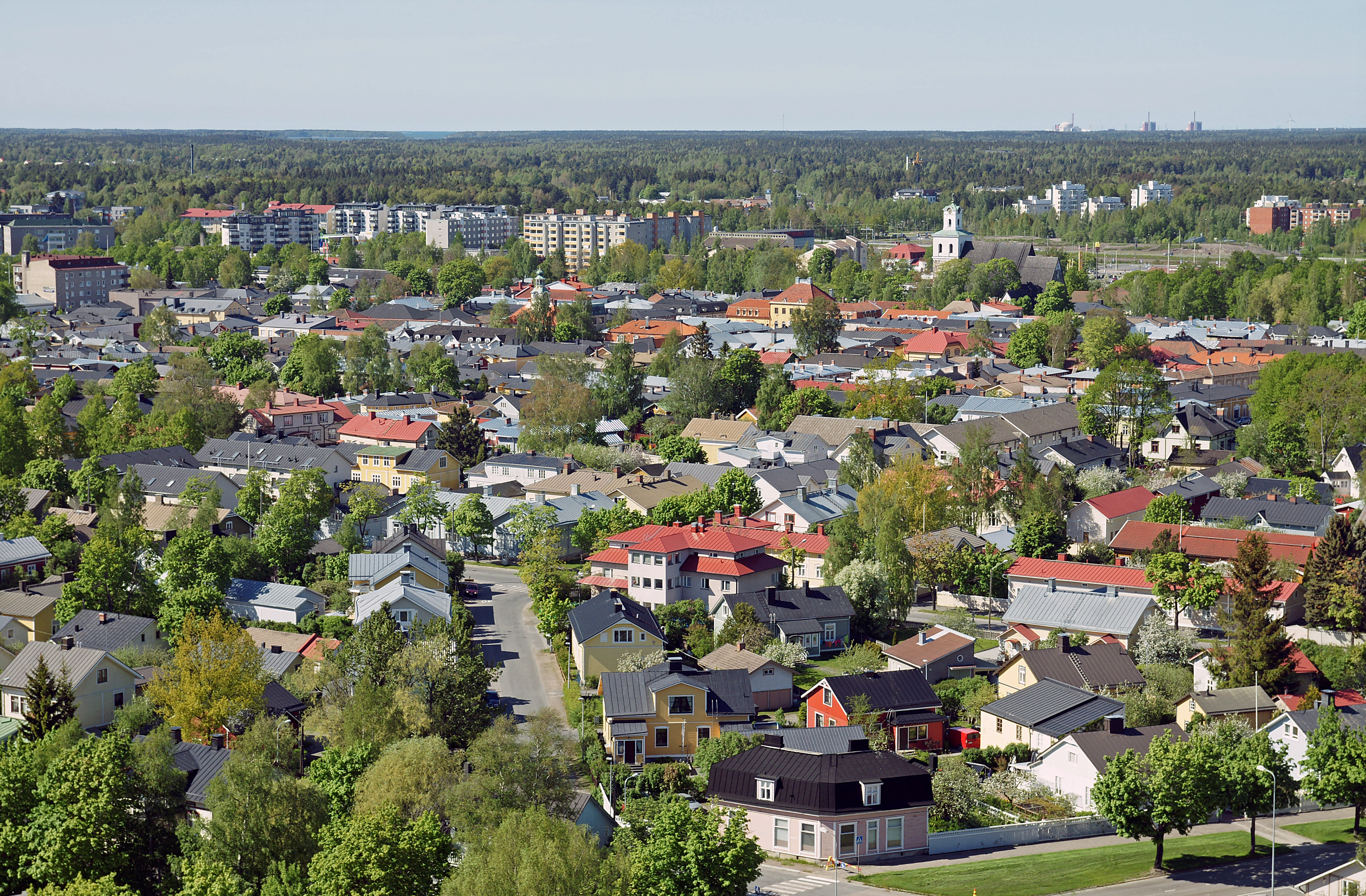
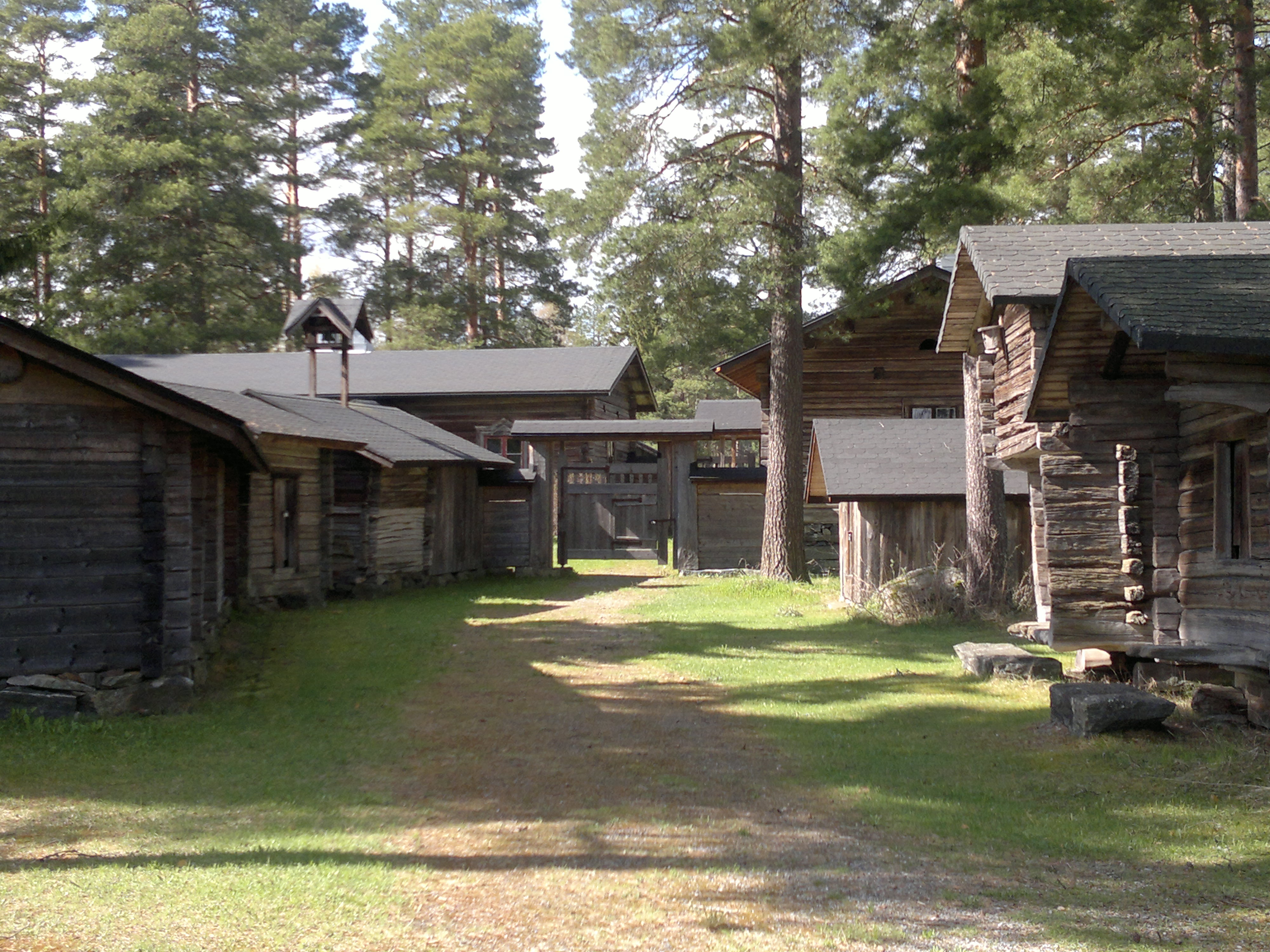
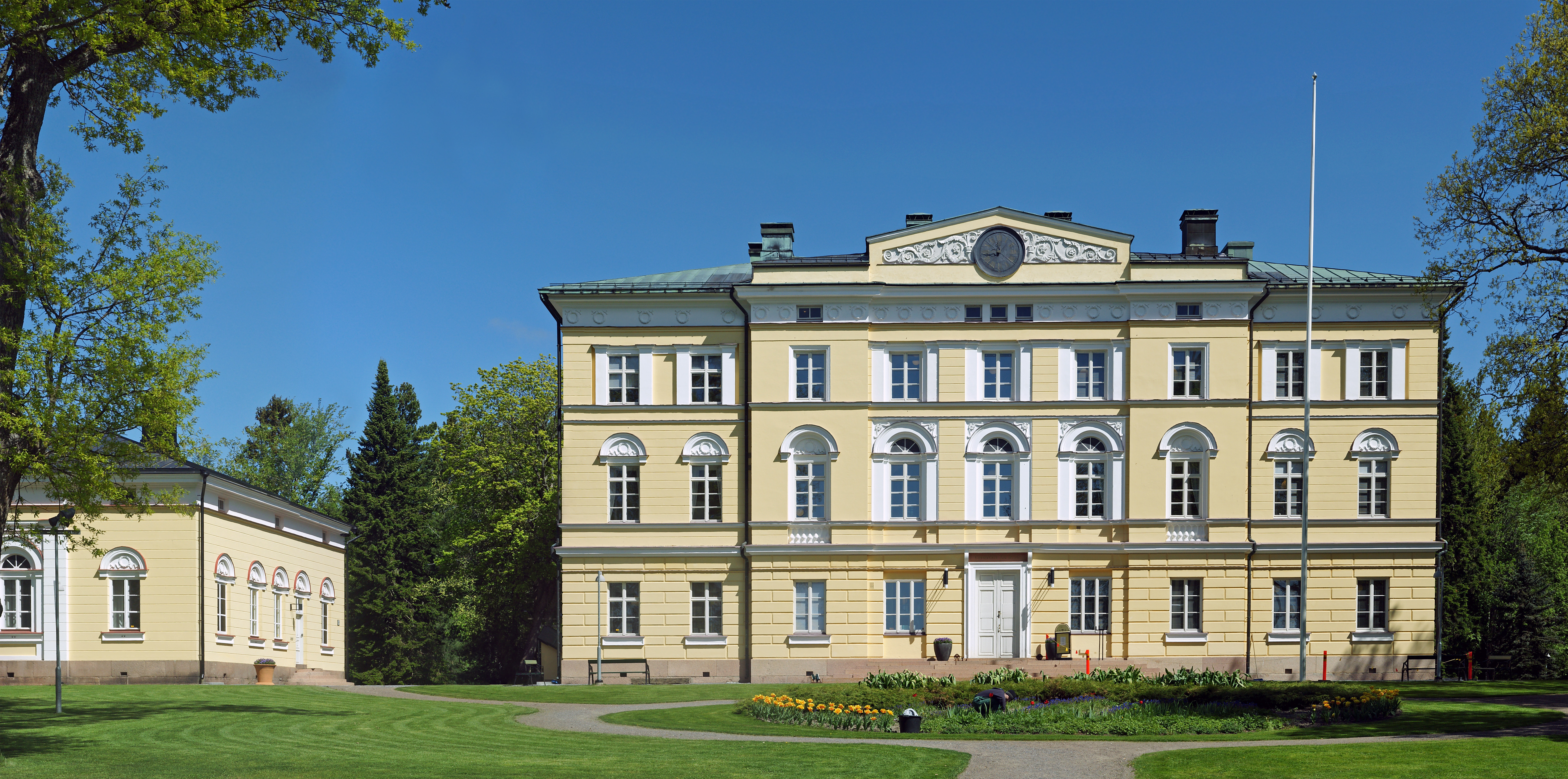
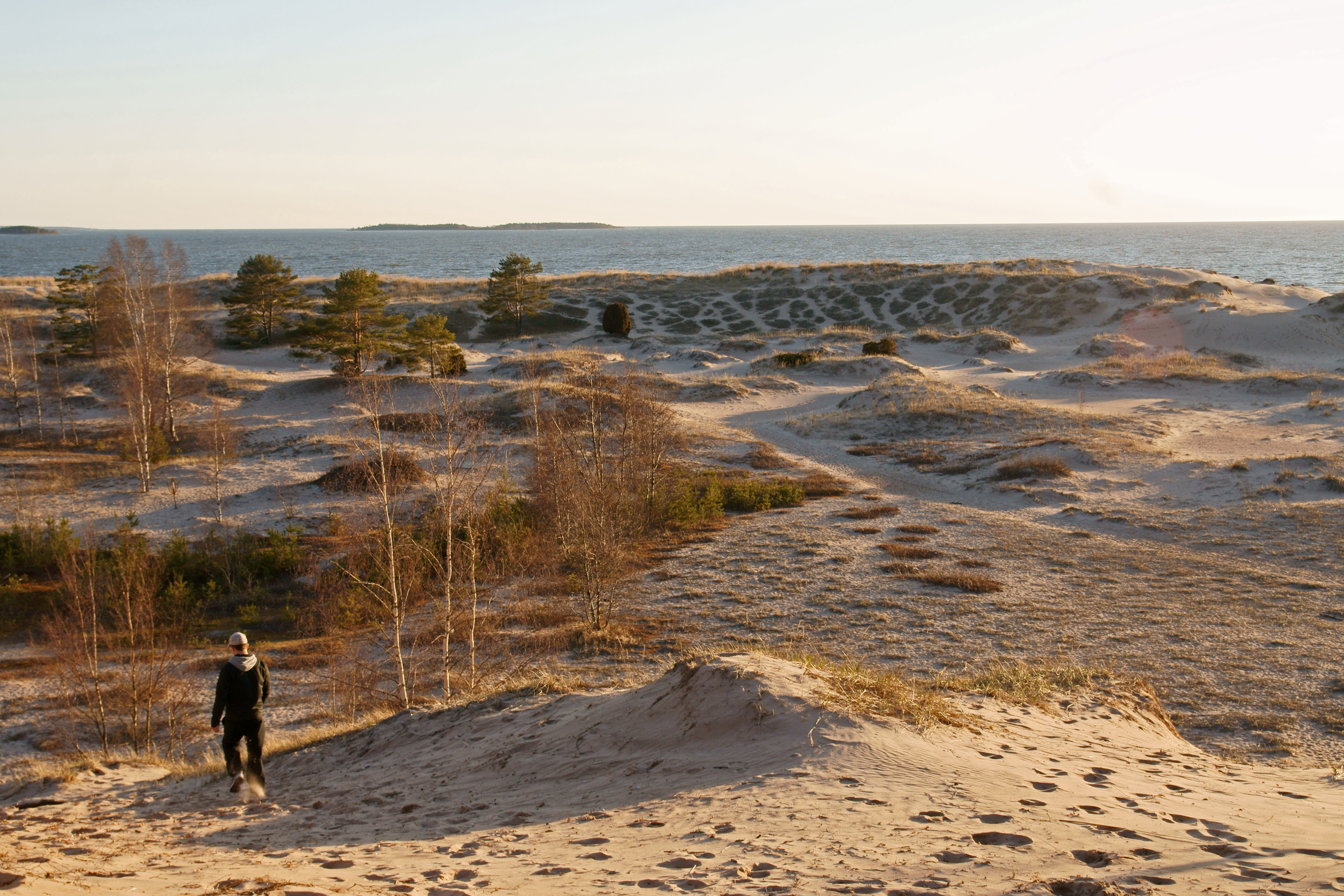
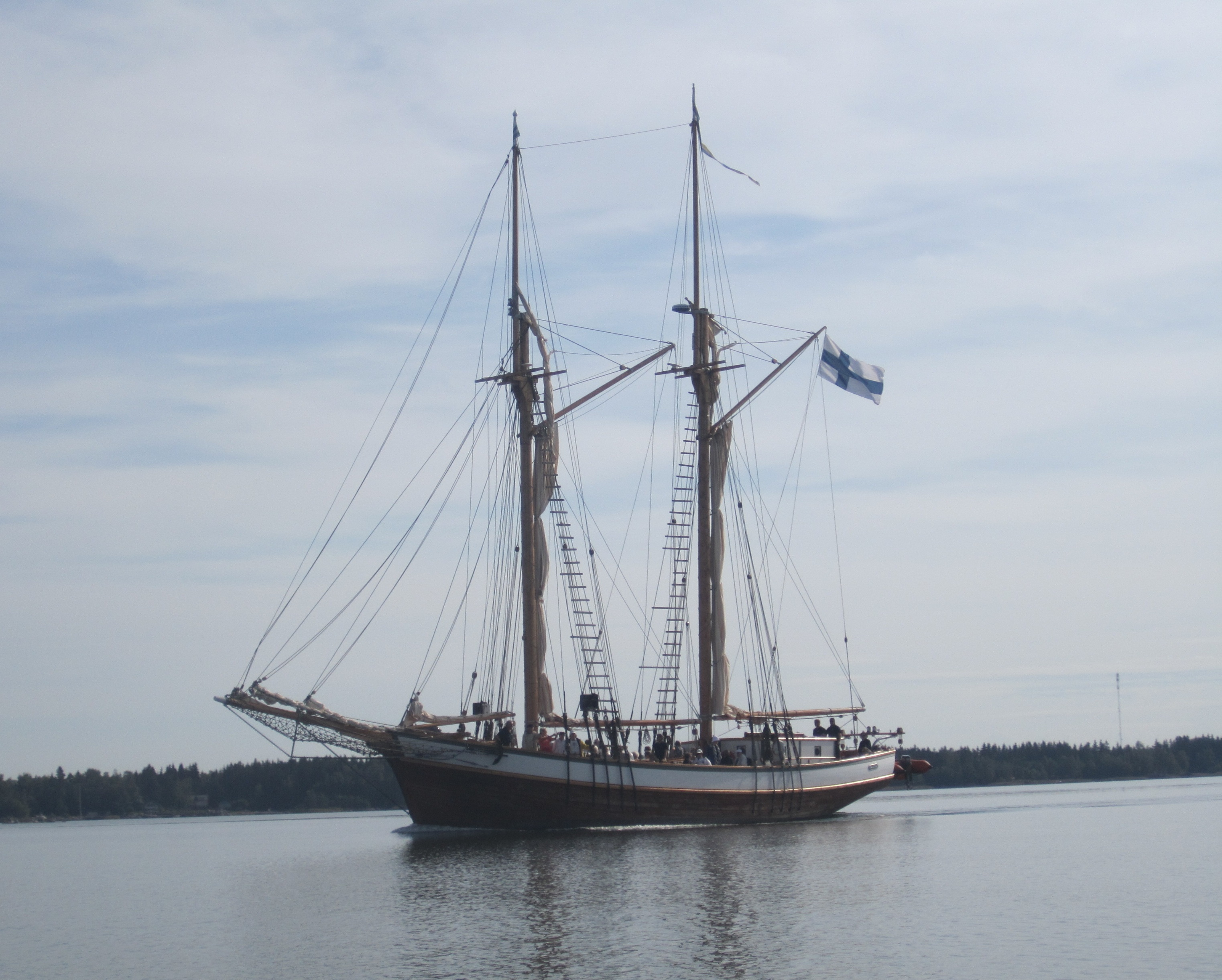
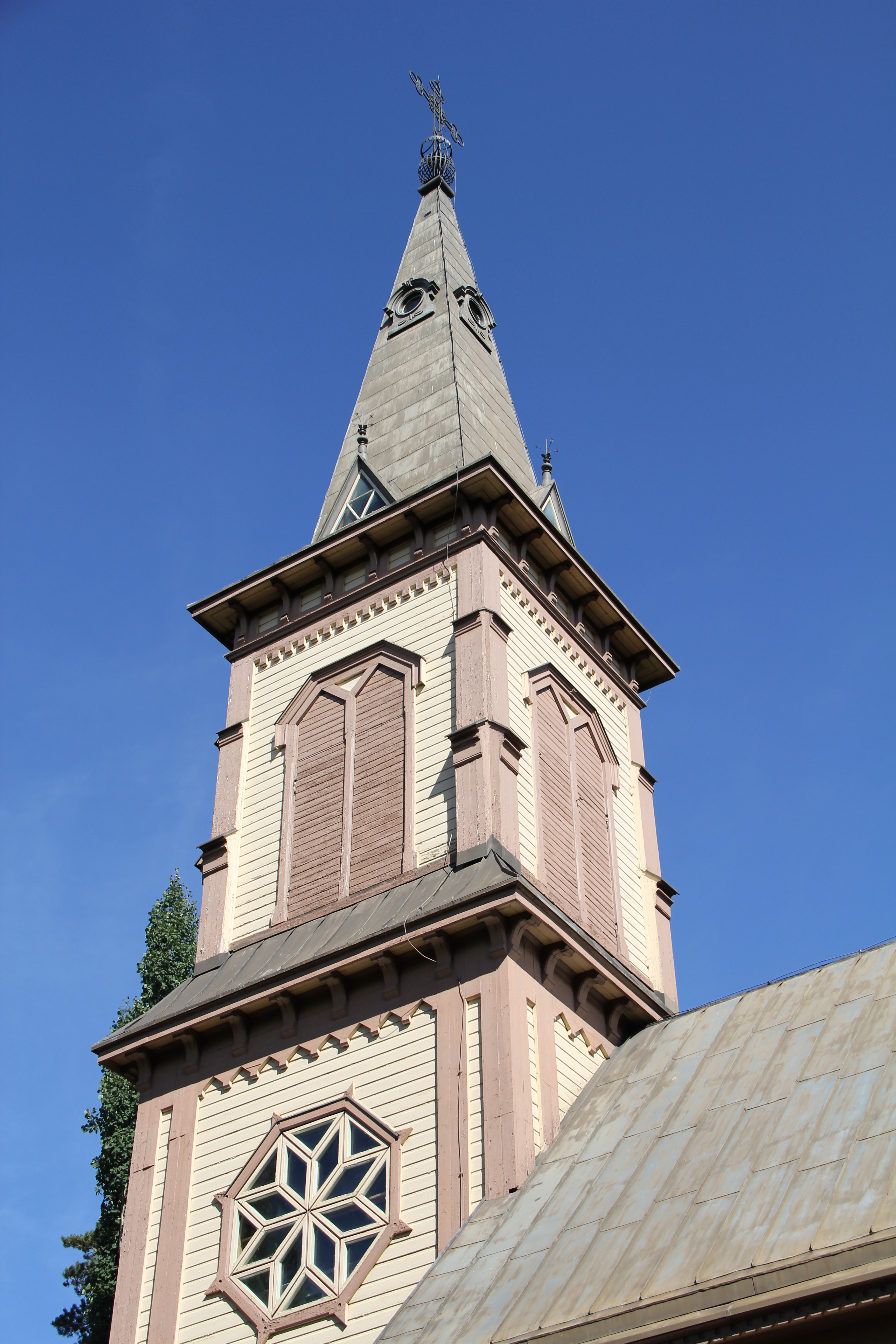
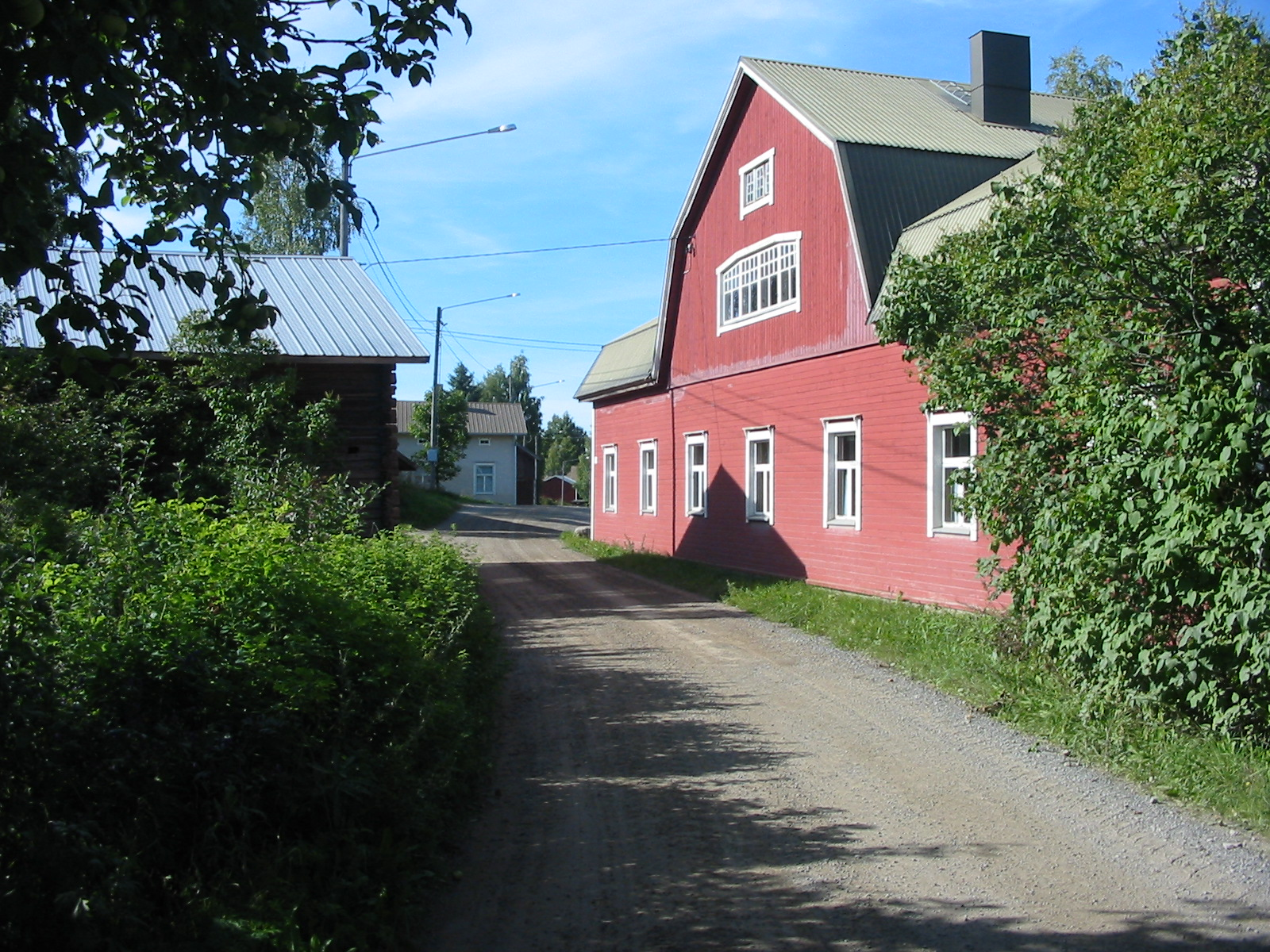
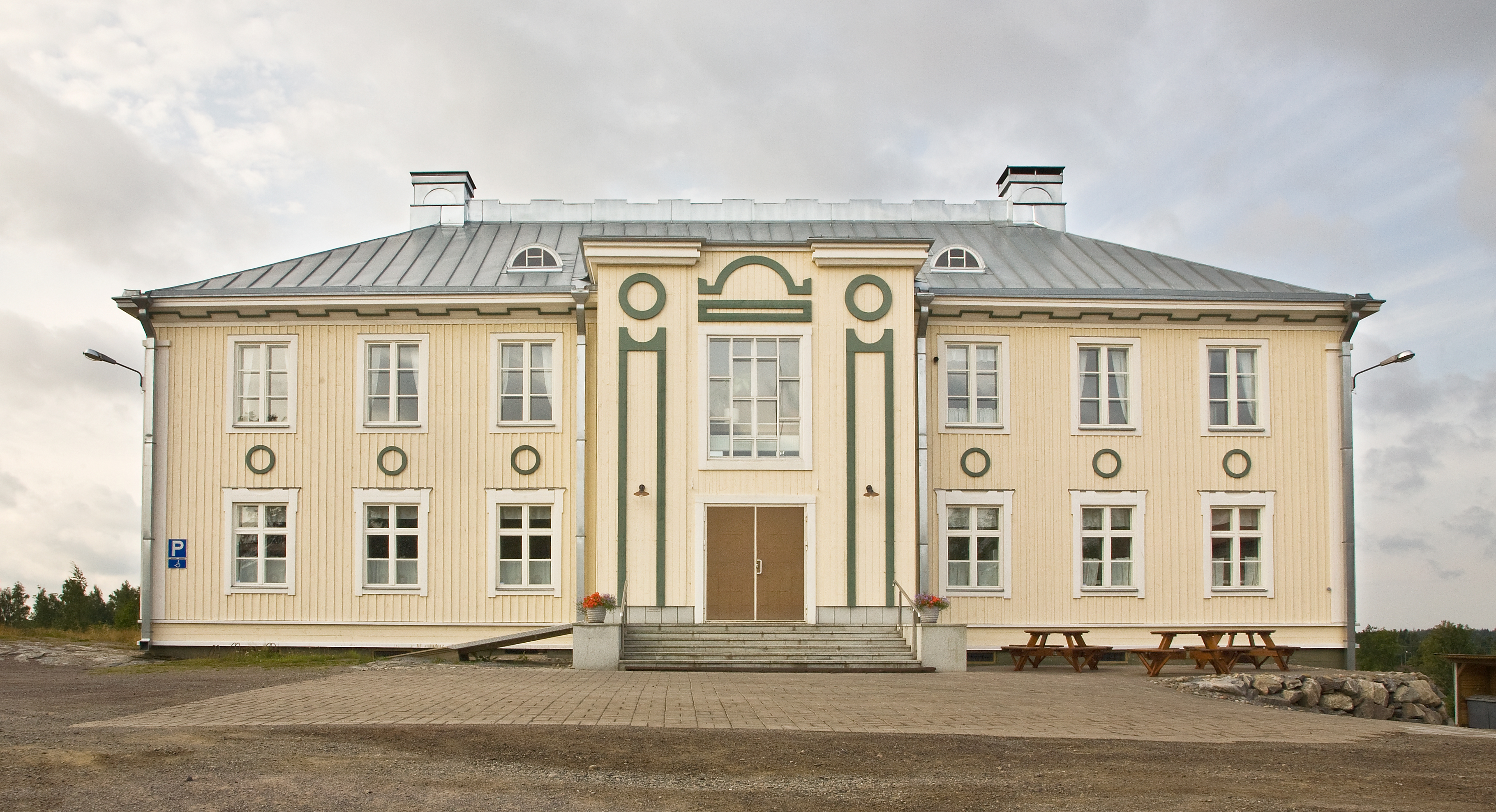
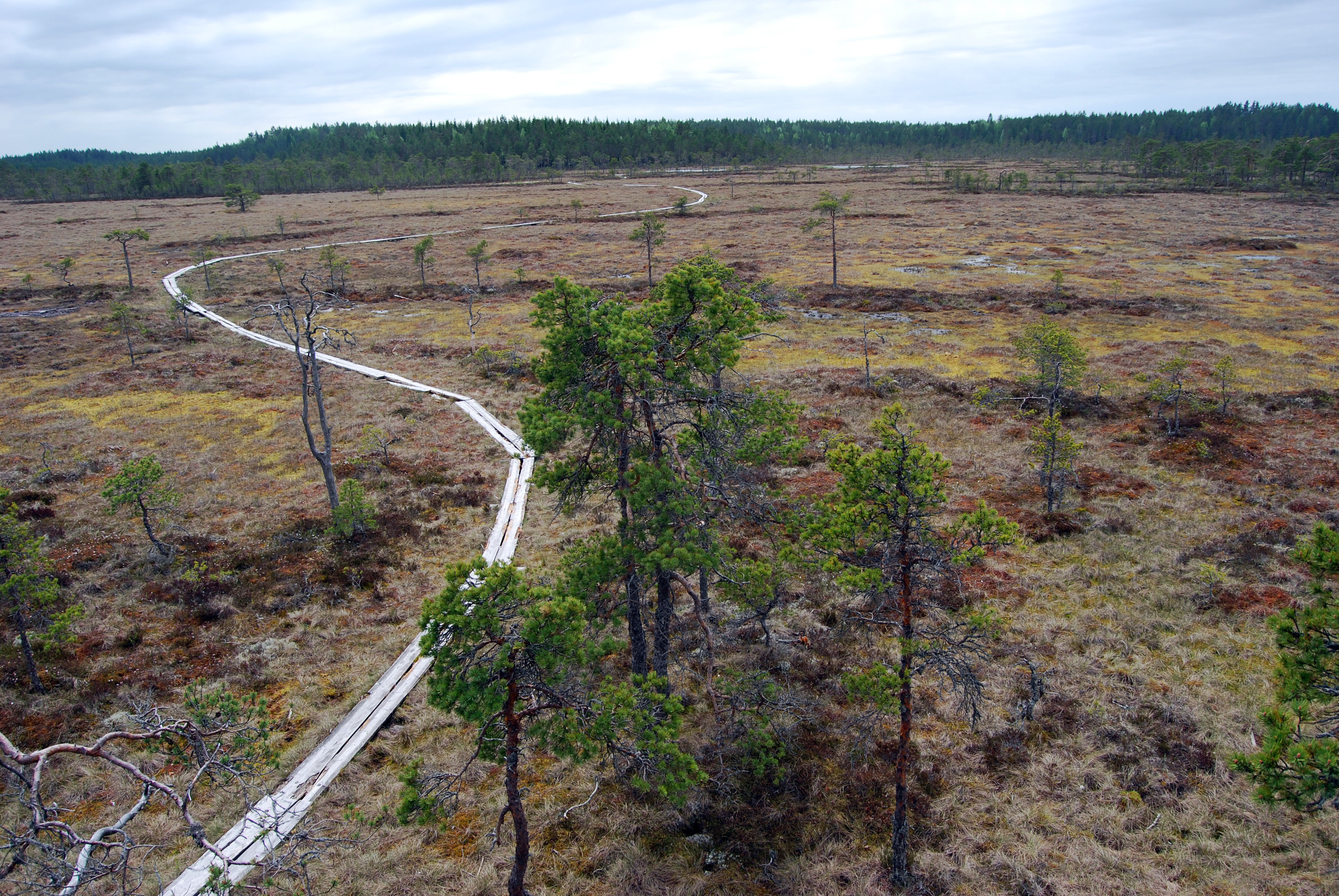
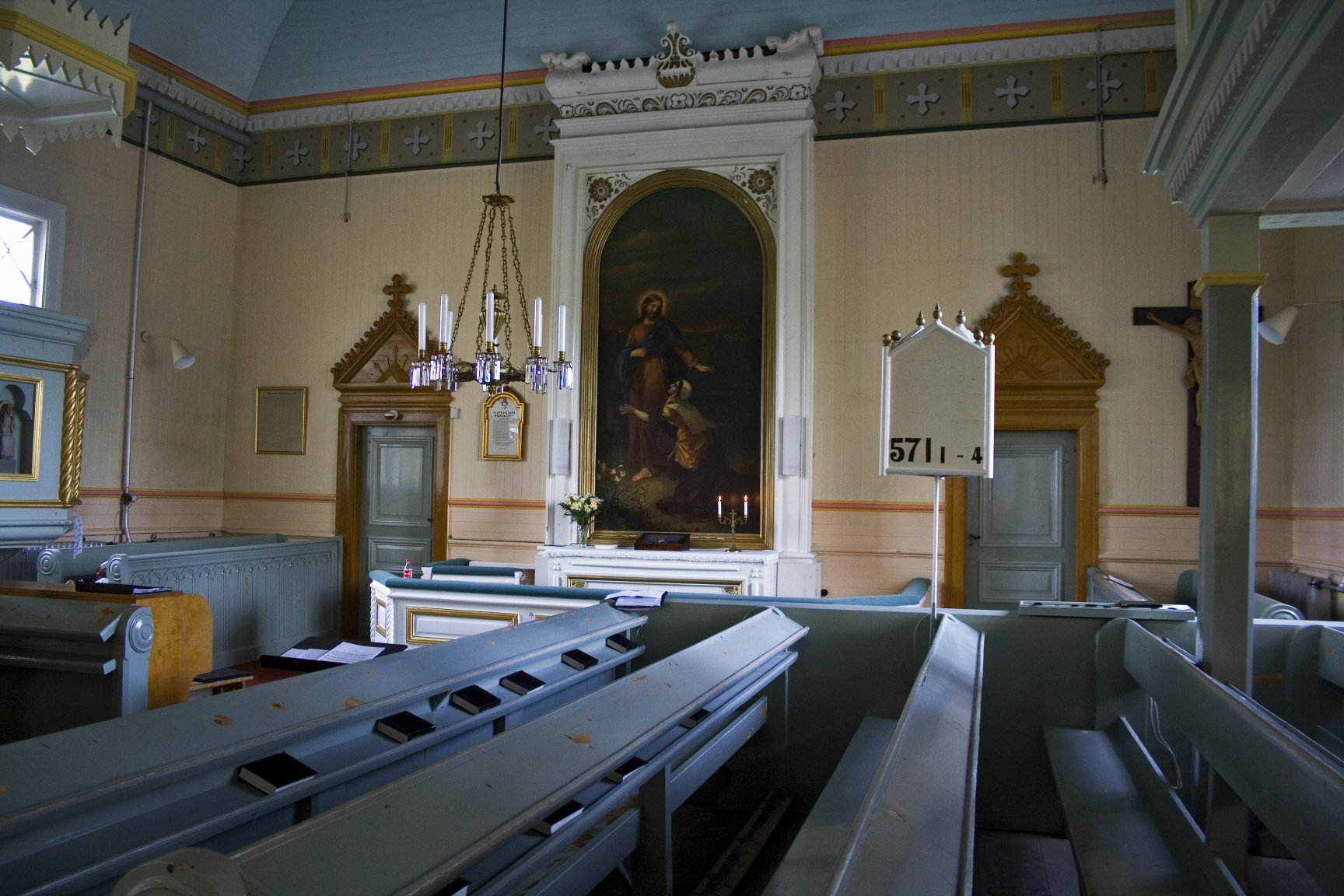
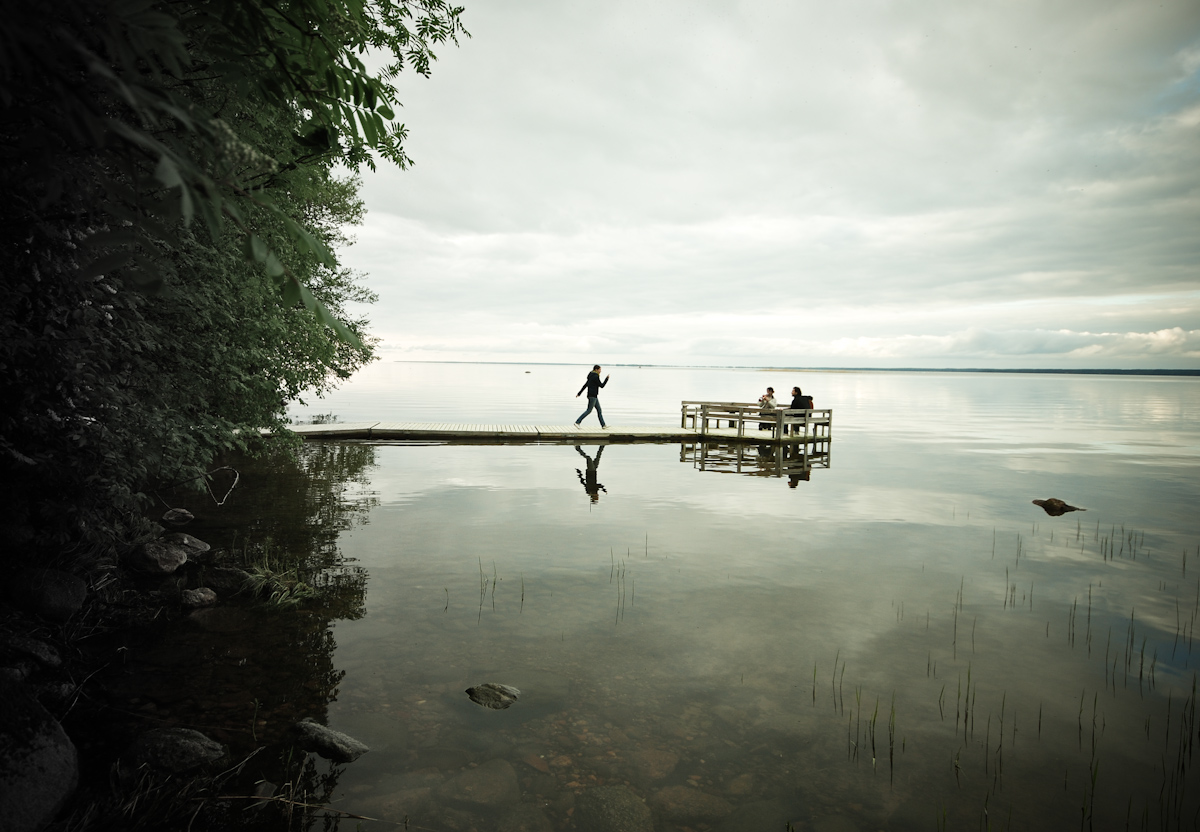
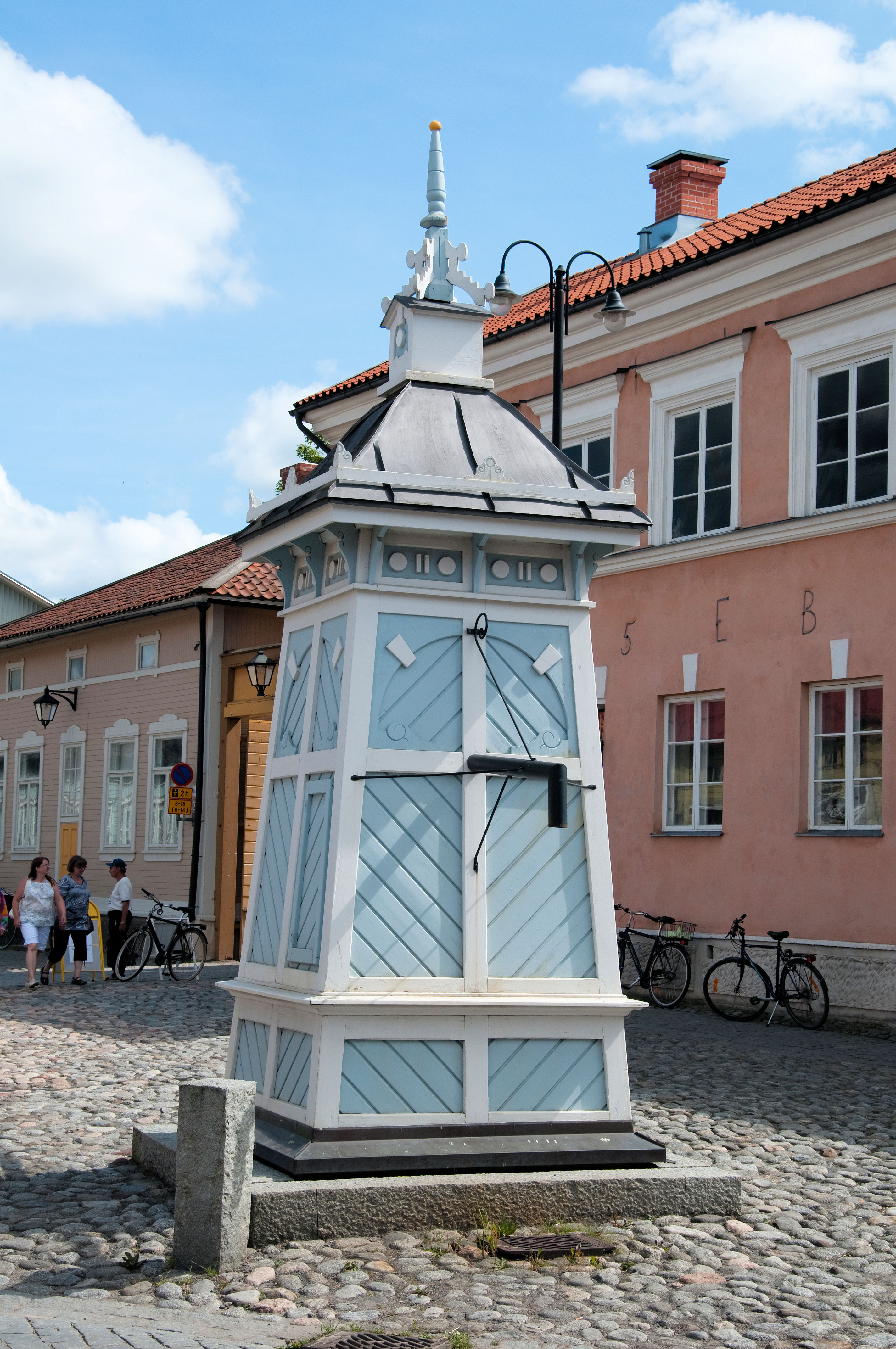
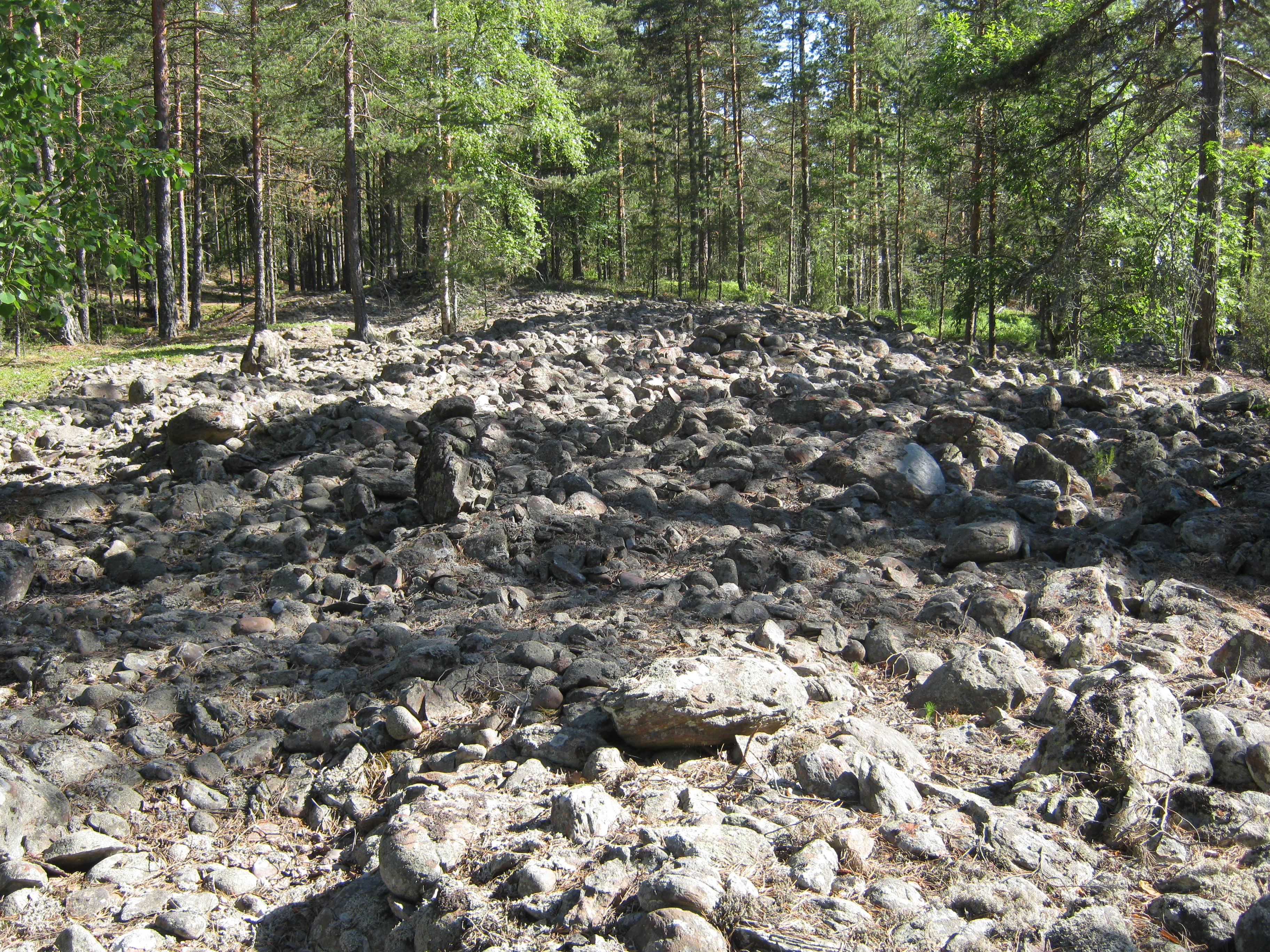
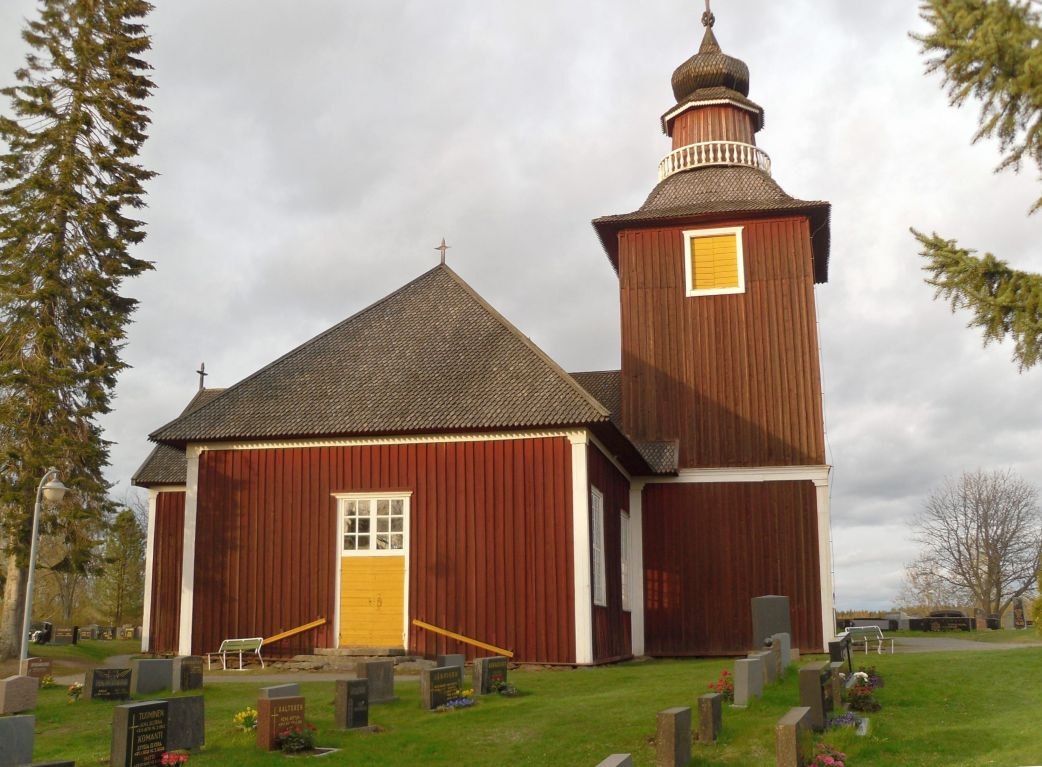
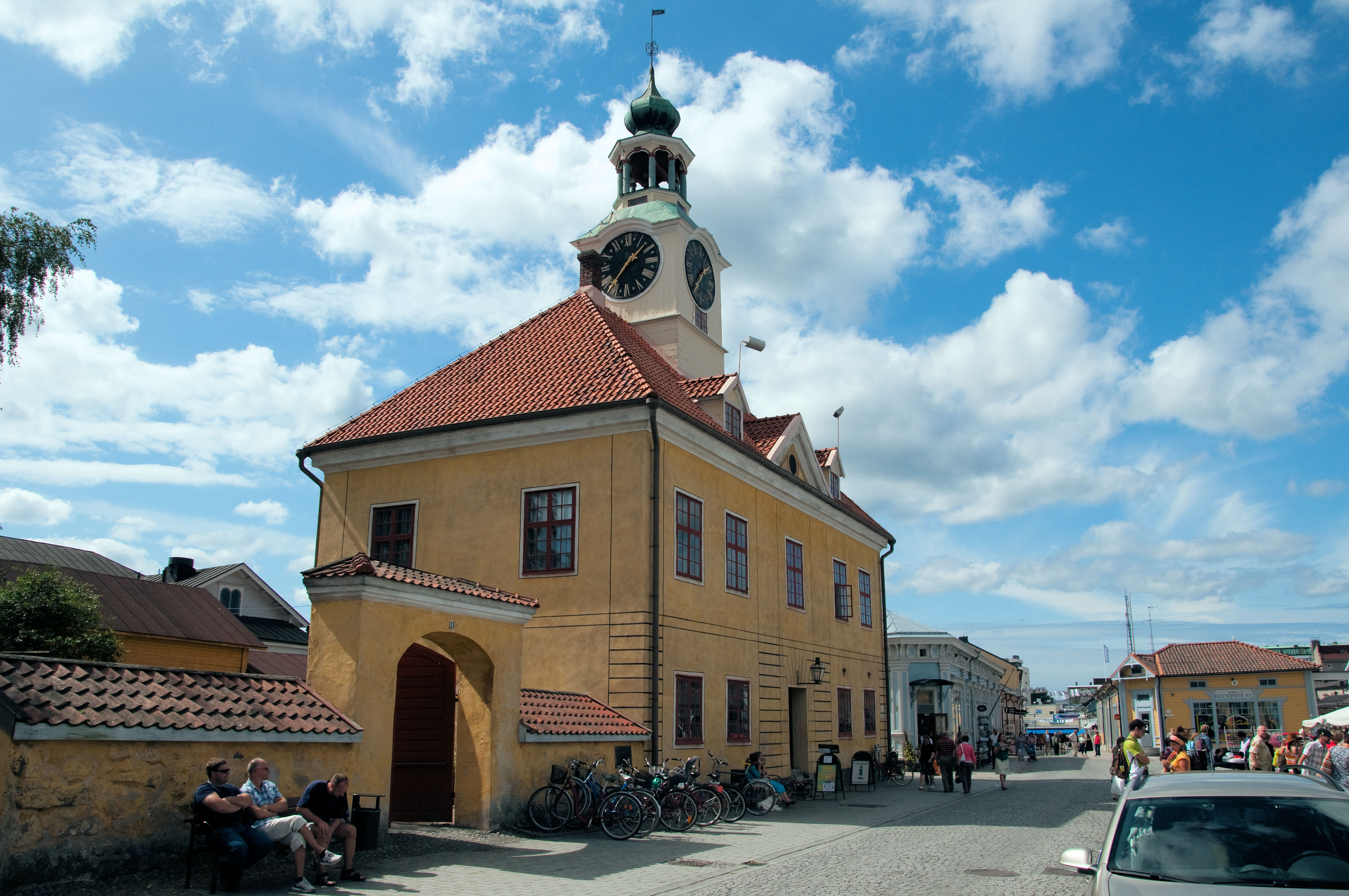
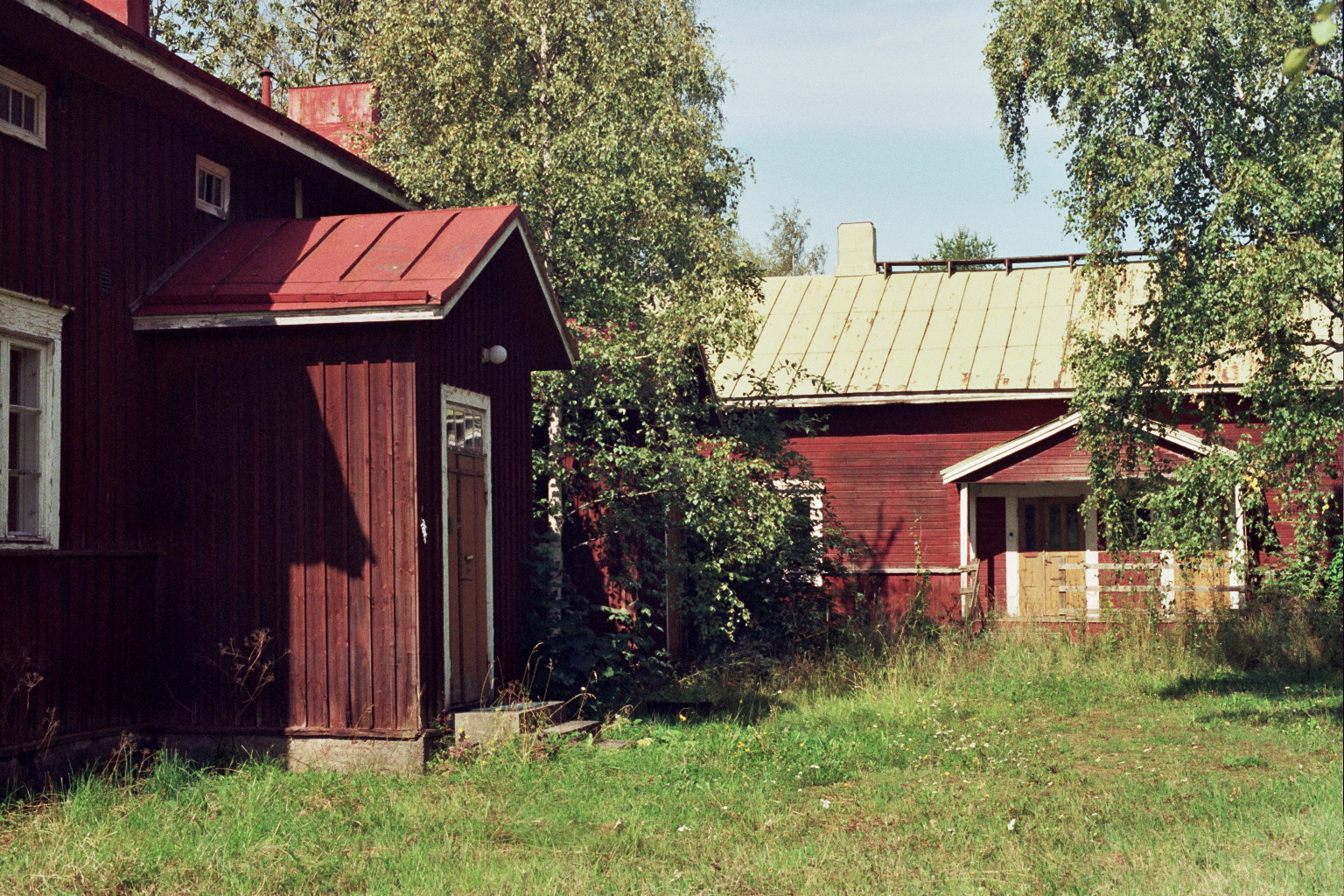
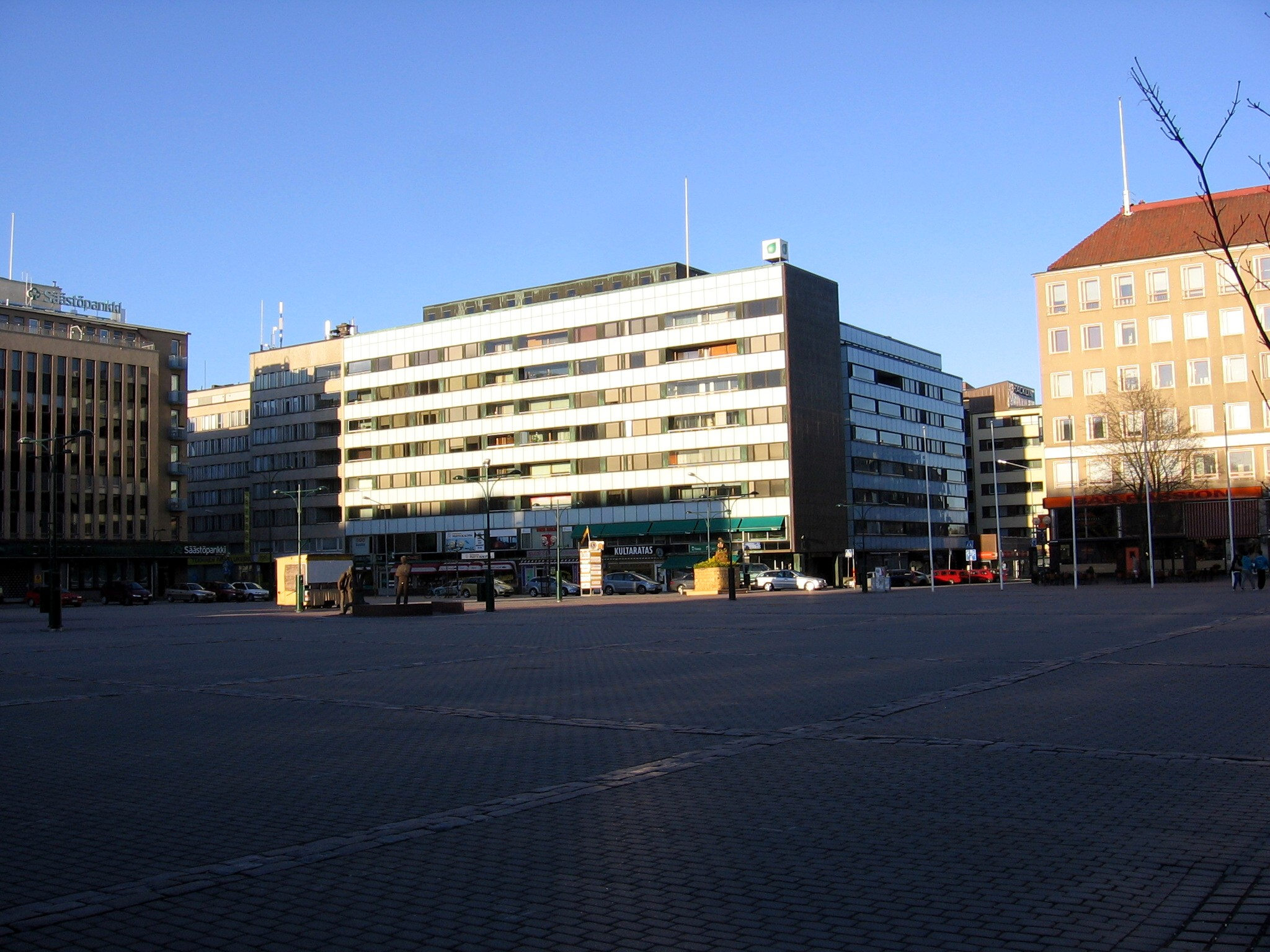
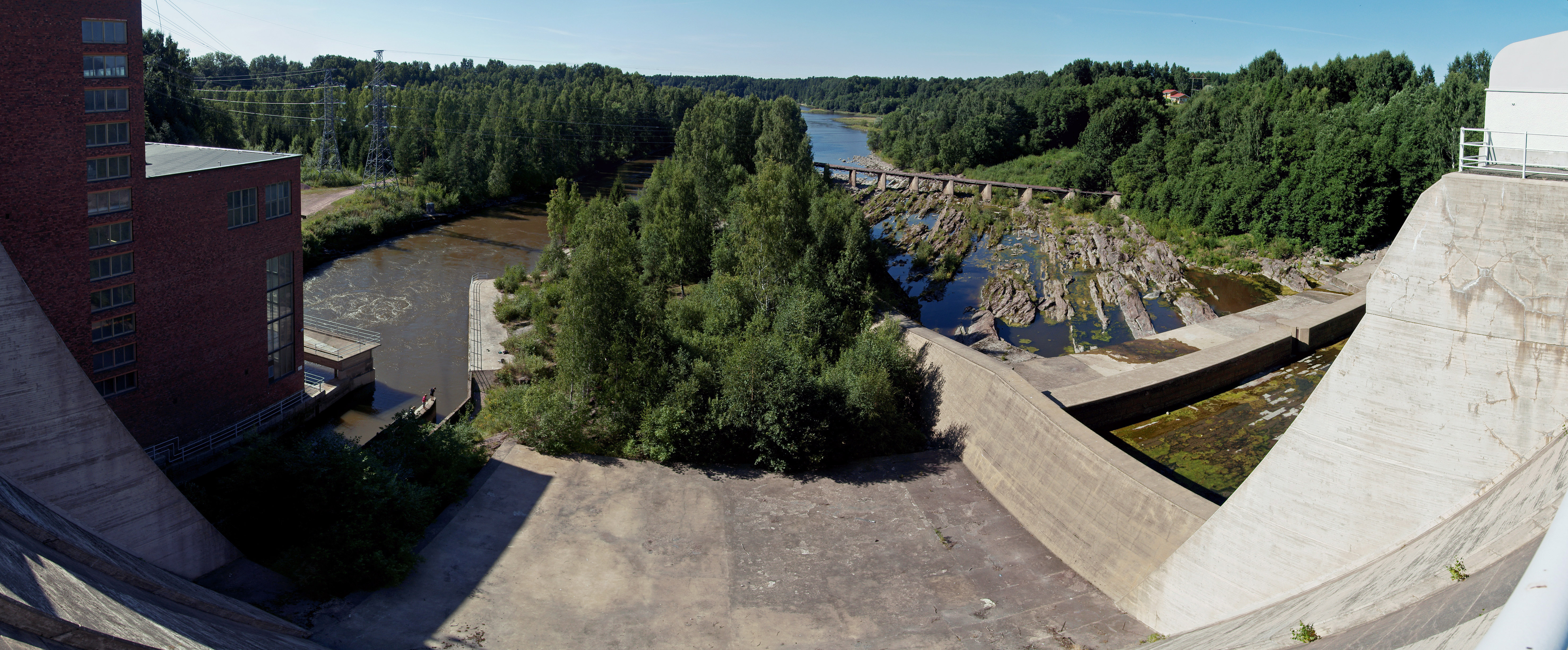
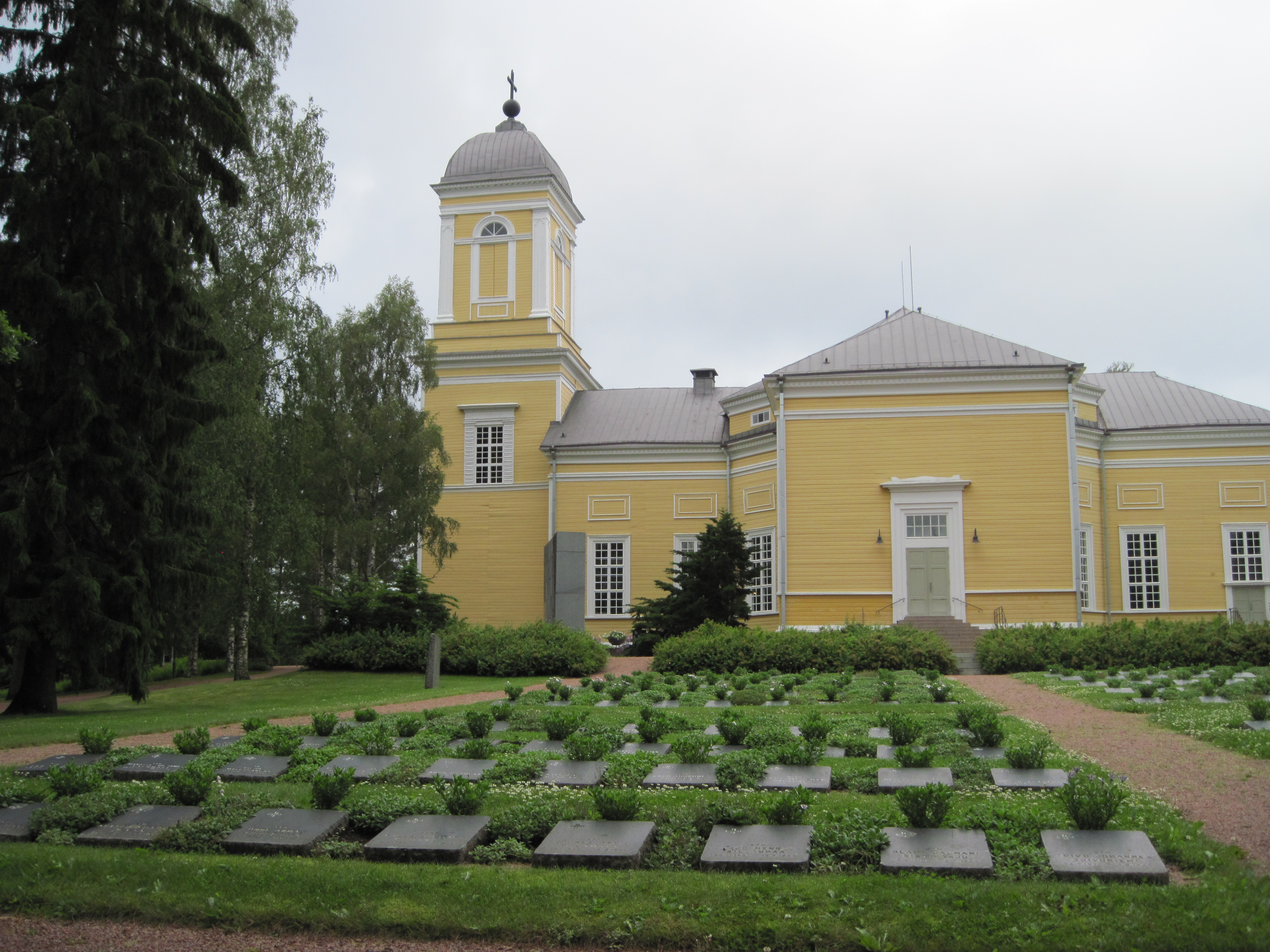
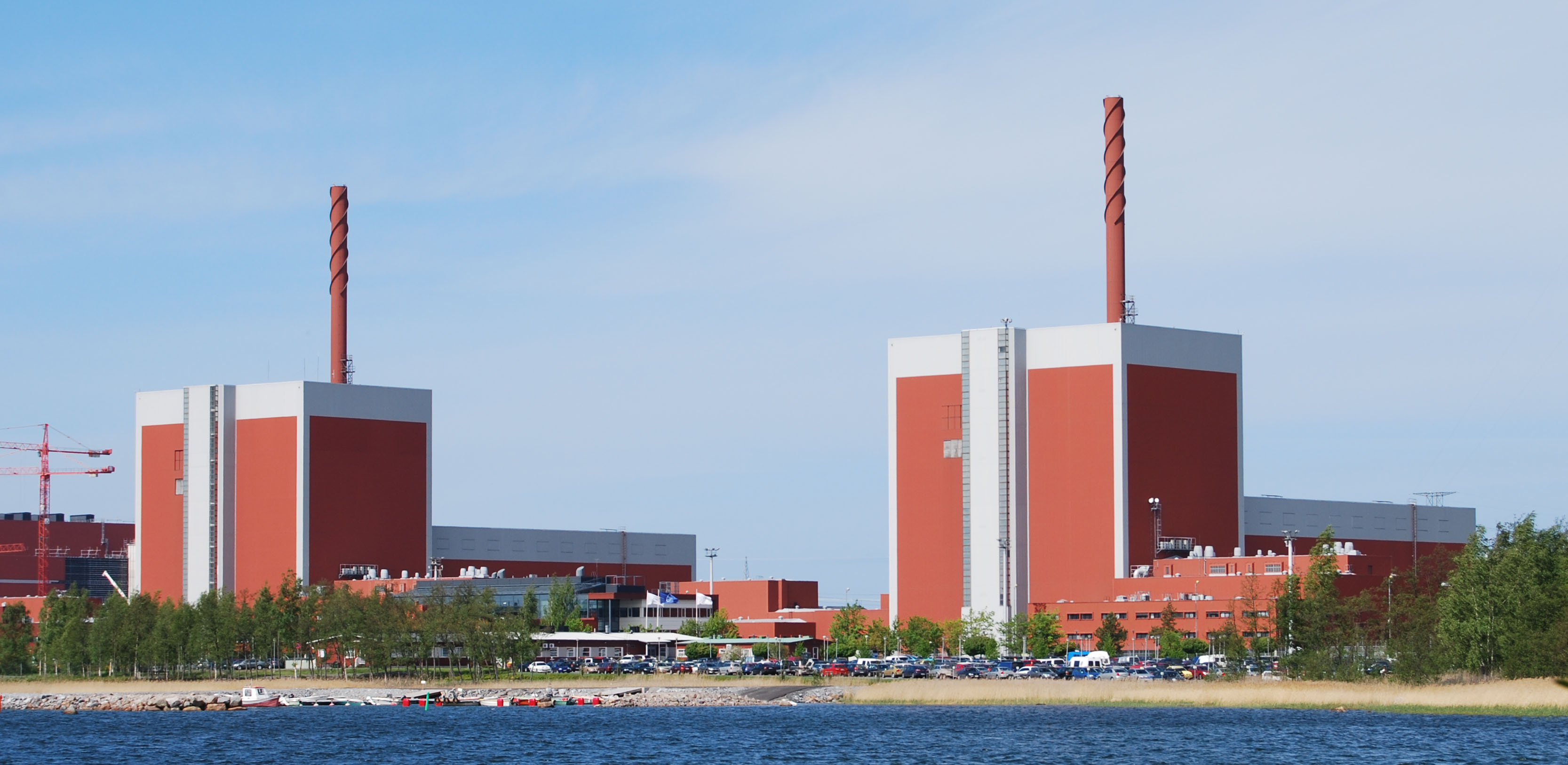
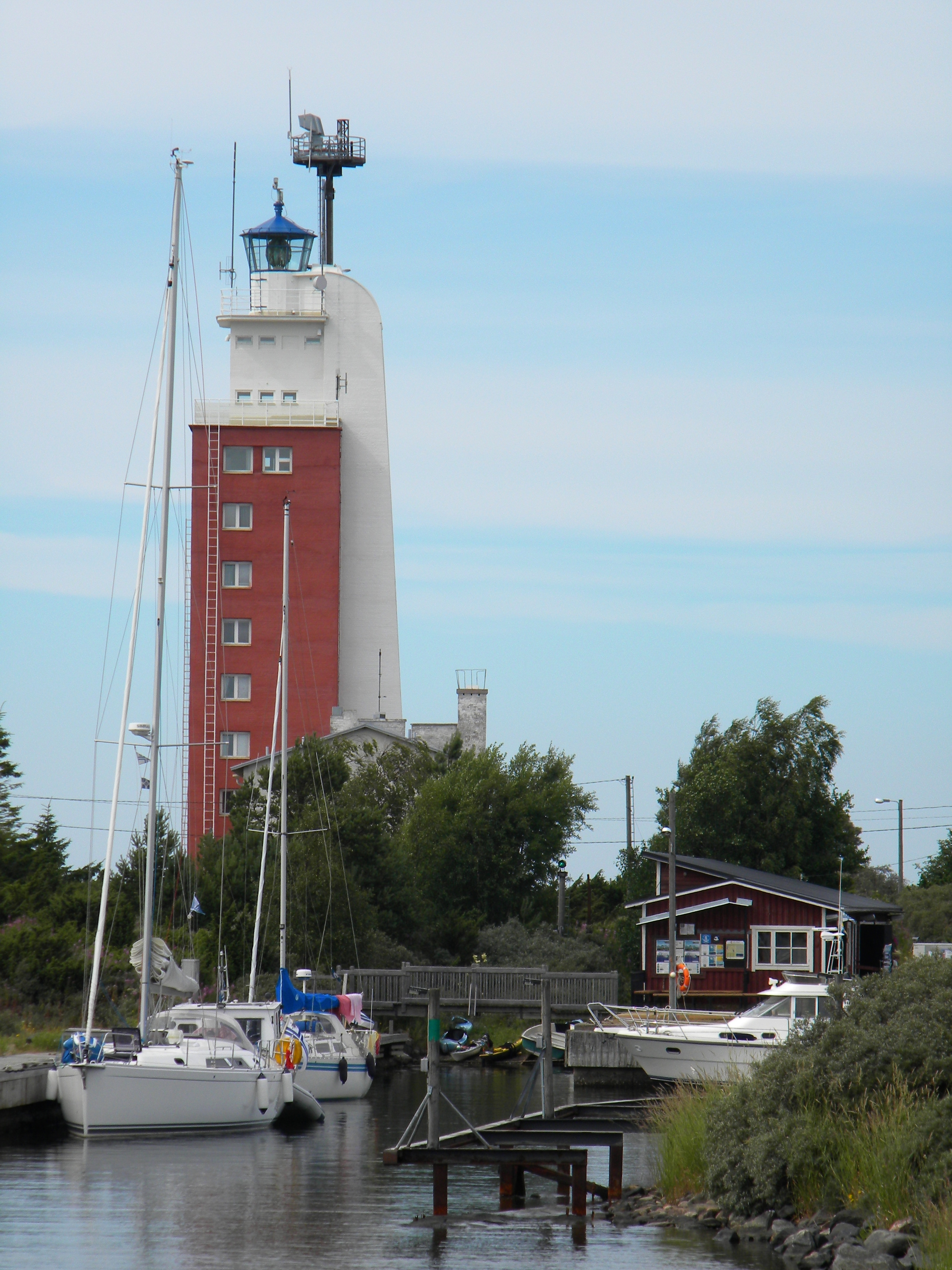
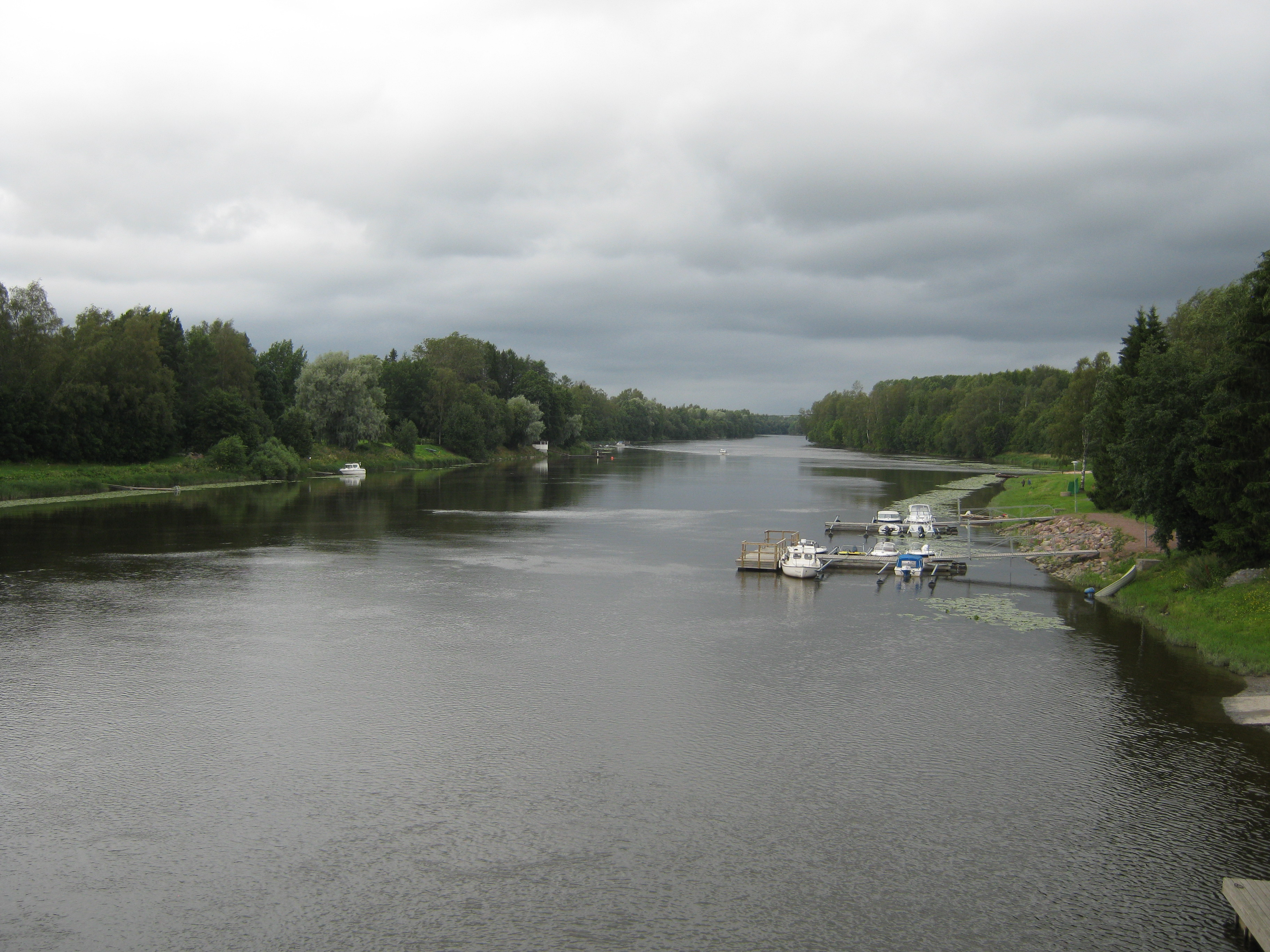
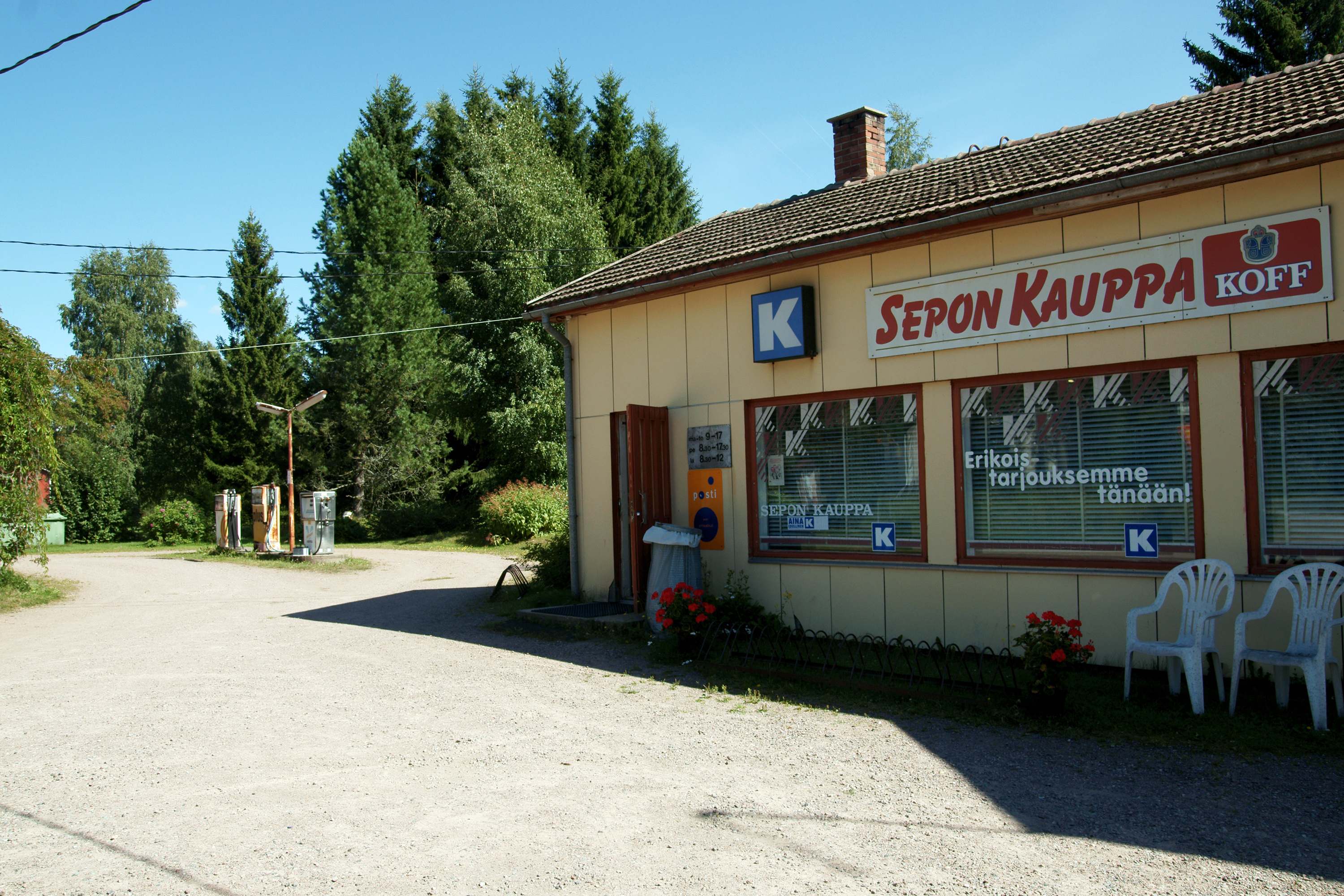